# Niche Syndrome
Albums de One Ok Rock
Kanjō Effect
(2008) Zankyo Reference
(2011)
Singles
1. Kanzen Kankaku Dreamer
Sortie : 3 février 2010
2. Jibun Rock
Sortie : 28 avril 2010

Niche Syndrome (NICHE シンドローム) est le quatrième album studio du groupe de rock japonais One Ok Rock, publié le 9 juin 2010.

## Liste des titres
| 1.  | Introduction                                    |               | - Taka - Toru - Ryota - Tomoya | 1:00 |
| 2.  | Never Let This Go                               | - Taka        | - Taka                         | 4:17 |
| 3.  | Kanzen Kankaku Dreamer ((完全感覚Dreamer)       | - Taka        | - Taka                         | 4:12 |
| 4.  | Konzatsu Communication (混雑コミュニケーション) | - Taka        | - Taka                         | 3:19 |
| 5.  | Yes I Am                                        | - Taka - Toru | - Taka - Toru                  | 3:36 |
| 6.  | Shake It Down                                   | - Taka        | - Taka - Toru                  | 3:13 |
| 7.  | Jibun Rock (じぶんROCK)                         | - Taka        | - Taka                         | 3:47 |
| 8.  | Liar                                            | - Taka        | - Taka - Toru                  | 3:37 |
| 9.  | Wherever You Are                                | - Taka        | - Taka                         | 4:55 |
| 10. | Riot!!!                                         | - Taka        | - Taka                         | 4:16 |
| 11. | Adult Suit (アダルトスーツ)                     | - Taka        | - Taka - Toru                  | 4:11 |
| 12. | Mikansei Kokyokyoku (未完成交響曲)              | - Taka        | - Taka - Toru                  | 3:28 |
| 13. | Nobody's Home (Avec la piste cachée Attendance) | - Taka        | - Taka                         | 9:14 |

| 1. | Kanzen Kankaku Dreamer (Clip)                          | 4:20  |
| 2. | Jibun Rock (Clip)                                      | 3:54  |
| 3. | Liar (Clip)                                            | 3:49  |
| 4. | Jibun Rock (Ver.2: MV Shooting Off Shot)               | ~3:52 |
| 5. | Kanzen Kankaku Dreamer (2009.11.26 Live at Zepp Tokyo) | ~4:40 |

## Classements

### Album
| Classement (2010)                | Top position |
| -------------------------------- | ------------ |
| Album japonais (Oricon)          | 4            |
| Album japonais (Billboard Japan) | 3            |

### Singles
| Titre                                    | Année | Top positions | Top positions |
| Titre                                    | Année | JPNOricon     | JPNBillboard  |
| ---------------------------------------- | ----- | ------------- | ------------- |
| Kanzen Kankaku Dreamer (完全感覚Dreamer) | 2010  | 9             | 40            |

### Autre pistes classées
| Titre            | Année | Peak positions |
| Titre            | Année | JPNBillboard   |
| ---------------- | ----- | -------------- |
| Wherever You Are | 2010  | 4              |

## Interprètes
- Takahiro "Taka" Moriuchi : chant
- Tōru Yamashita : guitare
- Ryota Kohama : basse
- Tomoya Kanki : batterie, percussions